# Orthotrichia damasi
Orthotrichia damasi is een schietmot uit de familie Hydroptilidae. De soort komt voor in het Afrotropisch gebied.